# Campeonato Equatoriano de Futebol de 2021 – Primeira Divisão
A Série A da LigaPro de 2021, também conhecida oficialmente como LigaPro Serie A de 2021, foi a 63ª temporada da principal divisão do Campeonato Equatoriano de Futebol e a 3ª como LigaPro. A competição contou com a participação de 16 times e será organizada pela Liga Profissional de Futebol do Equador (em espanhol: Liga Profesional de Fútbol del Ecuador; cuja sigla é LigaPro), entidade esportiva independente formada por clubes profissionais e ligada à Federação Equatoriana de Futebol (FEF), órgão máximo do futebol equatoriano. A temporada foi dividida em três fases: duas classificatórias de pontos corridos e, por fim, uma final com partidas de ida e volta entre os campeões de cada fase. O certame definirá quatro times que representarão o país na Copa Libertadores da América de 2022 e três que jogarão na Copa Sul-Americana de 2022.

## Sistema de disputa
O campeonato será jogado entre 16 equipes, que disputarão o título em trinta rodadas divididas em duas etapas. Caso necessário, haverá uma terceira etapa: a final entre os primeiros colocados das duas etapas. A primeira rodada da primeira etapa iniciará no dia 19 de fevereiro.
Ambas as etapas principais do campeonato consistirão de 15 rodadas cada. A modalidade será de todos contra todos; a equipe que terminar no primeiro lugar de cada etapa se classificará para a final do campeonato (caso seja a mesma equipe, náo haverá final e esta será declarada campeã). Além disto, as equipes se classificarão para a fase de grupos da Copa Libertadores de 2022.
Da mesma forma, para a classificação para torneios internacionais será considerada uma tabela acumulada depois das 30 rodadas e as vagas serão repartidas da seguinte maneira: para a Copa Libertadores de 2022 se classificará o o campeão como Equador 1, o vice-campeão como Equador 2, o melhor colocado na tabela acumulada como Equador 3 e o segundo melhor colocado como Equador 4. Para a Copa Sul-Americana de 2022 se classificarão: o terceiro melhor colocado na tabela acumulada como Equador 1, o quarto melhor como Equador 2 e o quinto melhor como Equador 3; a última vaga (Equador 4) será para o campeão ou o melhor colocado da Copa Equador de 2021 que não se classificou para a Libertadores ou Sul-Americana. Ainda, o campeão disputará a Supercopa do Equador de 2022.
O rebaixamento será para as equipes que terminarem no dois últimos lugares da tabela acumulada e jogarão a Série B de 2022.

### Critérios de desempate
A ordem de classificação das equipes ao finalizar cada fase será determinada da seguinte maneira:
1. Pontos;
2. Saldo de gols;
3. Gols feitos;
4. Confronto direto;
5. Sorteio público.

## Promovidos e rebaixados da temporada anterior
| Clube        | Promovido como                  |
| ------------ | ------------------------------- |
| 9 de Octubre | Campeão da Série B de 2020      |
| Manta        | Vice-campeão da Série B de 2020 |

| Clube          | Rebaixado como                                |
| -------------- | --------------------------------------------- |
| LDU Portoviejo | 15º da classificação geral da Série A de 2020 |
| El Nacional    | 16º da classificação geral da Série A de 2020 |

### Promovidos para a Série A
O primeiro time promovido para a Série A de 2021 foi o Nueve de Octubre (ou 9 de de Octubre) da cidade de Guayaquil. Em 8 de novembro de 2020, em jogo válido pela penúltima rodada da Série B, os "Octubrinos" venceram por 2–1 o Santa Rita de Vinces, chegou aos 33 pontos e não pode mais ser alcançado no topo da classificação. O time guayaquileño retorna à primeira divisão do futebol equatoriano depois de 25 anos entre a segunda e a terceira divisão. Sua última participação na elite do futebol equatoriano foi em 1995. O segundo e último time promovido para a Série A só seria conhecido na 18ª e última rodada da segundona, e antes da bolar rolar, dois times tinham chances matemáticas de promoção: Manta, com 29 pontos, e América de Quito, com 27 pontos. Em 14 de novembro de 2020, o líder da Série B, o clube 9 de Octubre, foi derrotado no estádio Jocay por 2–0 para o Manta FC. Com a vitória, os "Atuneros" chegaram aos 32 pontos e se meteu entre os times que competirão em 2021 na Série A da LigaPro, a divisão de elite do futebol do Equador, após seis anos na segundona. No mesmo dia, em Machala, o América de Quito, o outro time que aspirava subir de divisão, ficou apenas no empate em 1–1 contra o Fuerza Amarilla, e chegou aos 28 pontos, pondo fim ao sonho do acesso.

### Rebaixados da Série A
Os dois rebaixados da Série A foram conhecidos em 20 de dezembro de 2020, nos jogos válidos da última rodada da Fase 2. Antes do início das partidas da 15ª rodada, cinco times tinham chances de serem rebaixados, eram eles: El Nacional (com 26 pontos no geral), Liga de Portoviejo (com 27), Orense e Mushuc Runa (28) e Olmedo (30). Em 19 de dezembro, o Mushuc Runa venceu o Delfín por 2–0 e garantiu sua permanência na Série A da LigaPro de 2021. No dia seguinte, o Orense venceu o El Nacional por 1–0, escapou do rebaixamento e selou o rebaixamento do rival. A Liga de Portoviejo se impôs com um 3–2 contra o Aucas, e teve que esperar um milagre no jogo do Emelec contra o Olmedo para não ser rebaixado. No último jogo da rodada, o Emelec precisaria vencer por mais de 10 gols de diferença para salvar a Liga de Portoviejo do descenso, acabou vencendo o Olmedo por 4–1. Olmedo e Liga de Portoviejo terminaram com a mesma pontuação, mas o primeiro se salvou por causa do saldo de gols, –14 contra –20 do segundo.

## Participantes
| Equipe                  | Cidade    | Província  | Estádio (mando)                            | Capacidade | Título (último)     |
| ----------------------- | --------- | ---------- | ------------------------------------------ | ---------- | ------------------- |
| 9 de Octubre            | Guayaquil | Guayas     | Modelo Alberto Spencer                     | 42 00000   | 0 (nenhum)          |
| Aucas                   | Quito     | Pichincha  | Banco del Pacífico Gonzalo Pozo Ripalda    | 18 79900   | 0 (nenhum)          |
| Barcelona               | Guayaquil | Guayas     | Monumental Banco Pichincha                 | 57 26700   | 16 (atual campeão)  |
| Delfín                  | Manta     | Manabí     | Jocay                                      | 17 83400   | 1 (em 2019)         |
| Deportivo Cuenca        | Cuenca    | Azuay      | Alejandro Serrano Aguilar Banco del Austro | 22 00000   | 1 (em 2014)         |
| Emelec                  | Guayaquil | Guayas     | Banco del Pacífico-Capwell                 | 40 00000   | 14 (último em 2017) |
| Guayaquil City          | Guayaquil | Guayas     | Estádio Christian Benítez Betancourt       | 10 15200   | 0 (nenhum)          |
| Independiente del Valle | Sangolquí | Pichincha  | Olímpico Atahualpa                         | 39 86100   | 0 (nenhum)          |
| LDU                     | Quito     | Pichincha  | Rodrigo Paz Delgado                        | 55 40000   | 11 (último em 2018) |
| Macará                  | Ambato    | Tungurahua | Bellavista                                 | 18 00000   | 0 (nenhum)          |
| Manta                   | Manta     | Manabí     | Jocay                                      | 17 83400   | 0 (nenhum)          |
| Mushuc Runa             | Ambato    | Tungurahua | Estádio Bellavista                         | 8 20000    | 0 (nenhum)          |
| Olmedo                  | Riobamba  | Chimborazo | Fernando Guerrero Guerrero                 | 14 40000   | 1 (em 2000)         |
| Orense                  | Machala   | El Oro     | 9 de Mayo                                  | 16 45600   | 0 (nenhum)          |
| Técnico Universitario   | Ambato    | Tungurahua | Bellavista                                 | 18 00000   | 0 (nenhum)          |
| Universidad Católica    | Quito     | Pichincha  | Olímpico Atahualpa                         | 39 86100   | 0 (nenhum)          |

| Fonte: LigaPro |

### Equipes por localização geográfica
| Província  | N° | Equip3s                                                              |
| ---------- | -- | -------------------------------------------------------------------- |
| Pichincha  | 4  | - Aucas - LDU Quito - Universidad Católica - Independiente del Valle |
| Guayas     | 4  | - 9 de Octubre - Barcelona de Guayaquil - Emelec - Guayaquil City    |
| Tungurahua | 3  | - Macará - Mushuc Runa - Club Técnico Universitario                  |
| Manabí     | 2  | - Delfín - Manta                                                     |
| Azuay      | 1  | - Deportivo Cuenca                                                   |
| El Oro     | 1  | - Orense                                                             |
| Chimborazo | 1  | - Olmedo                                                             |

| Delfín Manta Deportivo Cuenca Independiente del Valle 9 de Octubre Barcelona Emelec Guayaquil City Universidad Católica Olmedo Liga de Quito Aucas Macará Mushuc Runa Técnico Universitario Orense |

## Primeira etapa

### Classificação
| Pos | Equipe                  | Pts | J  | V  | E | D | GP | GC | SG  | Classificação                                                |
| --- | ----------------------- | --- | -- | -- | - | - | -- | -- | --- | ------------------------------------------------------------ |
| 1   | Emelec                  | 34  | 15 | 10 | 4 | 1 | 29 | 14 | +15 | Final do campeonato e fase de grupos da Libertadores de 2022 |
| 2   | Barcelona de Guayaquil  | 31  | 15 | 9  | 4 | 2 | 31 | 13 | +18 |                                                              |
| 3   | Independiente del Valle | 27  | 15 | 8  | 3 | 4 | 27 | 18 | +9  |                                                              |
| 4   | Universidad Católica    | 25  | 15 | 7  | 4 | 4 | 29 | 18 | +11 |                                                              |
| 5   | Mushuc Runa             | 25  | 15 | 7  | 4 | 4 | 29 | 21 | +8  |                                                              |
| 6   | LDU Quito               | 25  | 15 | 6  | 7 | 2 | 22 | 19 | +3  |                                                              |
| 7   | Macará                  | 23  | 15 | 6  | 5 | 4 | 17 | 17 | 0   |                                                              |
| 8   | 9 de Octubre            | 20  | 15 | 6  | 2 | 7 | 22 | 21 | +1  |                                                              |
| 9   | Aucas                   | 19  | 15 | 5  | 4 | 6 | 27 | 26 | +1  |                                                              |
| 10  | Delfín                  | 18  | 15 | 4  | 6 | 5 | 19 | 25 | −6  |                                                              |
| 11  | Deportivo Cuenca        | 16  | 15 | 4  | 4 | 7 | 14 | 18 | −4  |                                                              |
| 12  | Manta                   | 16  | 15 | 4  | 4 | 7 | 18 | 25 | −7  |                                                              |
| 13  | Técnico Universitario   | 13  | 16 | 3  | 4 | 9 | 11 | 17 | −6  |                                                              |
| 14  | Orense                  | 12  | 15 | 3  | 3 | 9 | 14 | 24 | −10 |                                                              |
| 15  | Guayaquil City          | 10  | 15 | 2  | 4 | 9 | 11 | 30 | −19 |                                                              |
| 16  | Olmedo                  | 12  | 15 | 2  | 6 | 7 | 13 | 27 | −14 |                                                              |

### Resultados
| Mandante \ Visitante    | 9OC | AUC | BSC | DEL | CUE | EME | GUA | IDV | LDQ | MAC | MAN | MUS | OLM | ORE | TEC | CAT |
| ----------------------- | --- | --- | --- | --- | --- | --- | --- | --- | --- | --- | --- | --- | --- | --- | --- | --- |
| 9 de Octubre            | —   | 1–3 | 0–1 | —   | 2–1 | —   | 4–0 | —   | —   | —   | 2–0 | 1–2 | 2–0 | —   | —   | 1–0 |
| Aucas                   | —   | —   | —   | 3–3 | 2–0 | 2–3 | 3–0 | 3–4 | —   | —   | —   | —   | 1–3 | —   | 0–2 | —   |
| Barcelona de Guayaquil  | —   | 3–0 | —   | 2–1 | —   | 1–1 | —   | 2–2 | —   | 3–0 | —   | —   | 4–0 | 2–0 | 3–0 | —   |
| Delfín                  | 2–2 | —   | —   | —   | 1–1 | —   | 1–1 | —   | 1–1 | 2–0 | —   | —   | 2–4 | 1–1 | —   | —   |
| Deportivo Cuenca        | —   | —   | 1–0 | —   | —   | —   | 3–0 | —   | 2–2 | —   | —   | 1–2 | —   | 1–0 | 1–0 | 0–1 |
| Emelec                  | 0–1 | —   | —   | 1–0 | 4–1 | —   | 1–0 | 0–0 | 1–1 | —   | —   | —   | —   | —   | 2–0 | —   |
| Guayaquil City          | —   | —   | 0–3 | —   | —   | —   | —   | —   | 2–2 | 3–1 | 0–3 | 0–0 | —   | 4–1 | —   | 1–2 |
| Independiente del Valle | 2–1 | —   | —   | 2–0 | 0–0 | —   | 3–0 | —   | 3–1 | —   | —   | 2–0 | —   | —   | —   | 2–3 |
| LDQ                     | 4–2 | 1–3 | 2–2 | —   | —   | —   | —   | —   | —   | 2–1 | 1–0 | 0–0 | —   | 2–1 | —   | 2–1 |
| Macará                  | 3–2 | 1–0 | —   | —   | 1–0 | 1–1 | —   | 3–1 | —   | —   | —   | —   | —   | 1–0 | 1–1 | —   |
| Manta                   | —   | 1–1 | 2–3 | 1–2 | 1–0 | 0–4 | —   | 2–1 | —   | 1–1 | —   | —   | —   | —   | 0–2 | —   |
| Mushuc Runa             | —   | 1–3 | 2–2 | 6–1 | —   | 1–2 | —   | —   | —   | 0–0 | 4–2 | —   | 4–0 | —   | —   | 2–6 |
| Olmedo                  | —   | —   | —   | —   | 2–2 | 2–3 | 0–0 | 1–3 | 0–0 | 0–2 | 1–1 | —   | —   | —   | —   | —   |
| Orense                  | 3–1 | 2–2 | —   | —   | —   | 2–3 | —   | 2–0 | —   | —   | 0–1 | 0–2 | 0–0 | —   | —   | 0–3 |
| Técnico Universitario   | 0–0 | —   | —   | 0–1 | —   | —   | 3–0 | 0–2 | 0–1 | —   | —   | 1–3 | 0–0 | 1–2 | —   | —   |
| Universidad Católica    | —   | 1–1 | 2–0 | 0–1 | —   | 2–3 | —   | —   | —   | 1–1 | 3–3 | —   | 3–0 | —   | 1–1 | —   |

1. ↑  Partida terminou com 20 minutos de jogo, e foi dado o placar de 3-0 para o Barcelona por causa do número de jogadores inferior ao permitido após a contunção do jogador Johan Lara.[19]

## Segunda etapa

### Classificação
| Pos | Equipe                  | Pts | J  | V  | E | D  | GP | GC | SG  | Classificação                                                |
| --- | ----------------------- | --- | -- | -- | - | -- | -- | -- | --- | ------------------------------------------------------------ |
| 1   | Independiente del Valle | 34  | 15 | 10 | 4 | 1  | 29 | 9  | +20 | Final do campeonato e fase de grupos da Libertadores de 2022 |
| 2   | Emelec                  | 30  | 15 | 9  | 3 | 3  | 30 | 15 | +15 |                                                              |
| 3   | 9 de Octubre            | 30  | 15 | 9  | 3 | 3  | 25 | 17 | +8  |                                                              |
| 4   | Universidad Católica    | 29  | 15 | 8  | 5 | 2  | 25 | 15 | +10 |                                                              |
| 5   | LDU Quito               | 23  | 15 | 6  | 5 | 4  | 27 | 22 | +5  |                                                              |
| 6   | Delfín                  | 22  | 15 | 6  | 4 | 5  | 25 | 20 | +5  |                                                              |
| 7   | Técnico Universitario   | 22  | 15 | 5  | 7 | 3  | 13 | 9  | +4  |                                                              |
| 8   | Aucas                   | 20  | 15 | 5  | 5 | 5  | 20 | 17 | +3  |                                                              |
| 9   | Barcelona               | 20  | 15 | 6  | 2 | 7  | 20 | 20 | 0   |                                                              |
| 10  | Guayaquil City          | 20  | 15 | 6  | 2 | 7  | 16 | 18 | −2  |                                                              |
| 11  | Orense                  | 19  | 15 | 4  | 7 | 4  | 14 | 13 | +1  |                                                              |
| 12  | Deportivo Cuenca        | 16  | 15 | 4  | 4 | 7  | 25 | 24 | +1  |                                                              |
| 13  | Mushuc Runa             | 16  | 15 | 4  | 4 | 7  | 12 | 21 | −9  |                                                              |
| 14  | Macará                  | 13  | 15 | 3  | 4 | 8  | 18 | 29 | −11 |                                                              |
| 15  | Manta                   | 12  | 15 | 2  | 6 | 7  | 11 | 21 | −10 |                                                              |
| 16  | Olmedo                  | 1   | 15 | 0  | 1 | 14 | 9  | 49 | −40 |                                                              |

### Resultados
| Mandante \ Visitante    | 9OC | AUC | BSC | DEL | CUE | EME | GUA | IDV | LDQ | MAC | MAN | MUS | OLM | ORE | TEC | CAT |
| ----------------------- | --- | --- | --- | --- | --- | --- | --- | --- | --- | --- | --- | --- | --- | --- | --- | --- |
| 9 de Octubre            | —   | —   | —   | 1–0 | —   | 2–2 | —   | 1–0 | 4–1 | 1–1 | —   | —   | —   | 3–1 | 0–1 | —   |
| Aucas                   | 1–1 | —   | 1–0 | —   | —   | —   | —   | —   | 1–0 | 2–4 | 3–0 | 1–1 | —   | 0–0 | —   | 1–2 |
| Barcelona               | 1–3 | —   | —   | —   | 3–2 | —   | 2–1 | —   | 0–2 | —   | 2–0 | 4–0 | —   | —   | —   | 1–1 |
| Delfín                  | —   | 1–2 | 4–1 | —   | —   | 1–2 | —   | 0–0 | —   | —   | 2–1 | 3–0 | —   | —   | 1–1 | 0–2 |
| Deportivo Cuenca        | 3–1 | 2–1 | —   | 2–3 | —   | 0–1 | —   | 1–1 | —   | 1–1 | 1–0 | —   | 5–0 | —   | —   | —   |
| Emelec                  | —   | 2–2 | 2–1 | —   | —   | —   | —   | —   | —   | 3–0 | 4–0 | 2–0 | 4–0 | 1–0 | —   | 2–2 |
| Guayaquil City          | 0–1 | 1–0 | —   | 2–1 | 2–1 | 0–1 | —   | 0–2 | —   | —   | —   | —   | 4–2 | —   | 1–0 | —   |
| Independiente del Valle | —   | 1–0 | 1–0 | —   | —   | 3–2 | —   | —   | —   | 4–0 | 1–1 | —   | 5–0 | 3–2 | 1–1 | —   |
| LDU Quito               | —   | —   | —   | 1–1 | 3–3 | 3–2 | 3–1 | 0–2 | —   | —   | —   | —   | 4–0 | —   | 1–0 | —   |
| Macará                  | —   | —   | 1–1 | 2–3 | —   | —   | 0–2 | —   | 2–1 | —   | 1–2 | 1–1 | 3–2 | —   | —   | 1–2 |
| Manta                   | 1–3 | —   | —   | —   | —   | —   | 1–1 | —   | 2–2 | —   | —   | 0–0 | 3–0 | 0–0 | —   | 0–1 |
| Mushuc Runa             | 1–2 | —   | —   | —   | 1–0 | —   | 1–0 | 0–2 | 1–3 | —   | —   | —   | —   | 0–0 | 0–1 | —   |
| Olmedo                  | 1–2 | 1–4 | 0–2 | 1–3 | —   | —   | —   | —   | —   | —   | —   | 2–5 | —   | 0–2 | 0–0 | 0–3 |
| Orense                  | —   | —   | 1–0 | 2–2 | 1–1 | —   | 2–0 | —   | 1–1 | 2–1 | —   | —   | —   | —   | 0–0 | —   |
| Técnico Universitario   | —   | 1–1 | 1–2 | —   | 3–1 | 1–0 | —   | —   | —   | 2–0 | 0–0 | —   | —   | —   | —   | 1–1 |
| Universidad Católica    | 2–0 | —   | —   | —   | 3–2 | —   | 1–1 | 1–3 | 2–2 | —   | —   | 0–1 | —   | 1–0 | —   | —   |

## Classificação Geral
| Pos | Equipe                      | Pts | J  | V  | E  | D  | GP | GC | SG  | Classificação ou Rebaixamento               |
| --- | --------------------------- | --- | -- | -- | -- | -- | -- | -- | --- | ------------------------------------------- |
| 1   | Emelec                      | 64  | 30 | 19 | 7  | 4  | 59 | 29 | +30 | Fase de grupos da Copa Libertadores de 2022 |
| 2   | Independiente del Valle (C) | 61  | 30 | 18 | 7  | 5  | 56 | 27 | +29 | Fase de grupos da Copa Libertadores de 2022 |
| 3   | Universidad Católica        | 54  | 30 | 15 | 9  | 6  | 54 | 33 | +21 | Segunda fase da Copa Libertadores de 2022   |
| 4   | Barcelona de Guayaquil      | 51  | 30 | 15 | 6  | 9  | 51 | 33 | +18 | Primeira fase da Copa Libertadores de 2022  |
| 5   | 9 de Octubre                | 50  | 30 | 15 | 5  | 10 | 47 | 38 | +9  | Primeira fase da Copa Sul-Americana de 2022 |
| 6   | LDU Quito                   | 48  | 30 | 12 | 12 | 6  | 49 | 41 | +8  | Primeira fase da Copa Sul-Americana de 2022 |
| 7   | Mushuc Runa                 | 41  | 30 | 11 | 8  | 11 | 41 | 42 | −1  | Primeira fase da Copa Sul-Americana de 2022 |
| 8   | Delfín                      | 40  | 30 | 10 | 10 | 10 | 44 | 45 | −1  | Primeira fase da Copa Sul-Americana de 2022 |
| 9   | Aucas                       | 39  | 30 | 10 | 9  | 11 | 47 | 43 | +4  |                                             |
| 10  | Macará                      | 36  | 30 | 9  | 9  | 12 | 45 | 46 | −1  |                                             |
| 11  | Técnico Universitario       | 35  | 30 | 8  | 11 | 11 | 24 | 26 | −2  |                                             |
| 12  | Deportivo Cuenca            | 32  | 30 | 8  | 8  | 14 | 39 | 42 | −3  |                                             |
| 13  | Orense                      | 31  | 30 | 7  | 10 | 13 | 28 | 37 | −9  |                                             |
| 14  | Guayaquil City              | 30  | 30 | 8  | 6  | 16 | 27 | 48 | −21 |                                             |
| 15  | Manta                       | 28  | 30 | 6  | 10 | 14 | 29 | 46 | −17 | Rebaixado para a Série B de 2022            |
| 16  | Olmedo                      | 13  | 30 | 2  | 7  | 21 | 22 | 76 | −54 | Rebaixado para a Série B de 2022            |

## Fase final
- Os dois clubes classificados da primeira e segunda fase, disputaram em partidas de ida e volta, o título de campeão da Série A (LIGAPRO).[20]
  - Caso o mesmo clube tivesse vencido as duas primeiras fases, seria declarado automaticamente como campeão, sem a necessidade de uma final. E o vice-campeão seria o clube com a melhor colocação na tabela acumulada das duas fases de pontos corridos.[20]
  - Caso um dos classificados à fase final tivesse terminado em 15º ou 16º na classificação geral, perderiam o direito de disputar a final e seriam substituídos pelos clubes com as melhore posições na tabela geral; nesse caso, o clube que ficasse na primeira posição em uma das duas fases de pontos corridos e também na classificação geral, obteria diretamente o título de campeão da LIGAPRO. O vice-campeão seria o clube com a melhor posição subsequente na classificação geral.[20]
- O clube com a melhor posição na classificação geral foi mandante na partida de volta.[20]
- As partidas finais da LigaPro foram disputadas em 23 e 29 de dezembro de 2020.[21][22][23]

### Final
| 05 de dezembro de 2021 | Independiente del Valle                | 3 - 1     | Emelec                      | Sangolquí                                        |  |
| 20:00                  | - Sornoza 22', 53' (pen.) - Bauman 74' | Relatório | - S. Rodríguez 90+9' (pen.) | Estádio: Olímpico Atahualpa Árbitro: Luis Quiroz |  |

| 12 de dezembro de 2021 | Emelec         | 1 – 1     | Independiente del Valle | Guayaquil                                                   |  |
| 19:00                  | - Arroyo 45+8' | Relatório | - Schunke 8'            | Estádio: Banco del Pacífico-Capwell Árbitro: Augusto Aragón |  |

## Estatísticas da temporada

### Artilharia da Primeira Etapa
| 0Gols0 | Jogador           | Clube                   |
| ------ | ----------------- | ----------------------- |
| 7      | Jonathan Bauman   | Mushuc Runa             |
| 6      | Facundo Barceló   | Emelec                  |
| 6      | Jhon Cifuente     | Delfín                  |
| 5      | Cristian Martínez | LDU Quito               |
| 5      | Brian Montenegro  | Independiente del Valle |
| 5      | Jhonny Quiñónez   | Aucas                   |

## Premiação
| Campeonato Equatoriano de 2021 Primeira Divisão |
| ----------------------------------------------- |
| Independiente del Valle Campeão (1º título)     |